# Dj Joaking
Dj Joaking es un rapero, dj, breakdancer, beatboxer y productor musical procedente de Elda (Alicante), es actualmente el dj del grupo musical Arma Blanca .

## Biografía
Empezó su carrera musical en 1994 con su grupo Arma Blanca del que es Dj, actualmente pasado ya de los 25 años sigue siendo el dj de su grupo con dos CD a sus espaldas y varias maquetas, pero no solo con su grupo si no que también ha hecho de dj con: Nach, Cres, Nikoh E.S, Abram, Porta etc. Pero también ha hecho de productor de varios artistas tales como: ZPU, Nach, Porta, Abram, etc. No habiendo sido saciada su sed este año ha sacado su primera maqueta en solitario titulada "Mixtape Classics Volumen 1", algo parecido a lo que ya hizo Acción Sánchez en su momento con "Creador de series vol.1" y "Terror en la noche vol.1." También mencionar que su faceta de Mc puede denotarse en canciones como "Superación" del álbum "Autodidactas", entre otras.

## Discografía
Con Arma Blanca
- "La Misión" (Maqueta) (2003)
- "Reflexión bajo un flexo" (Maxi) (2003)
- "R-Evolución" (LP) (Boa Music, 2004)
- "Autodidactas" (LP) (Boa Music,  2007)

Con Rockets:
- Rockets (LP) (2009)

Como Dj Joaking & Dj Saot ST:
- After Hour Alicante "The Mixtape" (Mixtape) (2012)

En solitario
- "Mixtape Classics Volumen 1" (Maqueta) (2008)
- 'Mixtape Classics Volumen 2' (Maqueta)

Como productor
- "Mil vidas" Nach - "Un Día En Suburbia" (2008)
- "Heroes" (con Abram) Nach - "Un Día En Suburbia" (2008)
- "Palabras De Honor" (con Abram y Suko) ZPU - "Hombre De Oro" (2006)
- "Cartas al recuerdo" (con Caracol) Contacto Táctico - "Celda De Aislamiento" (2006)

## Colaboraciones
Con Arma Blanca
- Nach "Poesía Difusa" (LP) (BoaCor, 2003)
- VV.AA "Estilo Hip Hop III" (2003)
- VV.AA "Estilo Hip Hop IV" (Recopilatorio) (2005)
- Arkángeles "Escrito en sangre" (Maqueta) (2005)
- JML "Incienso" (Maqueta) (2005)
- Passport - "Estratagema Del Olvido" (2007)
- Uno más uno "Plenilunio" (LP) (2007)
- VV.AA "Cultura Urbana 2007" (Recopilatorio) (2007)
- Passport - "El Club Del Olvido (Maxi)" (2013)-(con NachY ZPU)

En solitario
- Passport - "El Club Del Olvido (Maxi)" (2013)
- Porta- " Reset" (2012)
- Nach - "Un Día En Suburbia" (2008)
- Nikoh Estilo Sucio - "Comprensión" (2008)
- Micrófonos Enfermos - "BRLKrecords" (2008)
- Cres - "Reflexiones" (2007)
- Passport - "Estratagema Del Olvido" (2007)
- Unomasuno - "Plenitud" (2007)
- ZPU - "Hombre de oro" (2006)
- Bambú - "Palabras sin precio" (2006)
- LaOdysea - "Dr. Cannibal CD 2" (2006)
- Contacto Táctico - "Celda de aislamiento" (2006)
- Abram - "Necropolis" (2005)
- Nach - "ARS Magna" (2005)
- Nach - "Miradas" (2005)
- Lom-c - "El Templo De Las Emociones" (2005)
- Arkangeles - "Escrito en sangre" (2005)
- Abram - "Atmósfera VA" - "Arde El Subsuelo CD 2" (2005)
- Porta - "Sexualirap" - "Reset" (2012)
- Madnass- "síentelo" 2010 clipper's sounds S.L (producido por DJ joaking)